# Andy Smith (Dartspieler)
Andrew „Andy“ Smith (* 22. Juni 1967 in Bromsgrove, England) ist ein englischer Dartspieler, der aktuell bei der Professional Darts Corporation (PDC) unter Vertrag steht. Sein Spitzname lautet The Pieman, was auf seine Bäckerausbildung zurückgeht, und er benutzt Eat it von Weird Al Yankovic als Einlaufmusik.

## Werdegang
Seine bisher größten Erfolge verzeichnete Smith bei sogenannten „Floor events“ (nicht im Fernsehen übertragene Turniere mit vielen Dartboards). Von diesen konnte er fünf gewinnen.
Bei der British Darts Organisation (BDO) konnte er die England Open, die Welsh Open und die Norway Open für sich entscheiden. Anschließend wechselte er zur PDC. Seine Siege bei den Scottish und South-West Regional Finals berechtigten ihn zur Teilnahme bei den UK Open 2005, und später qualifizierte er sich für die Las Vegas Desert Classic, jedoch schied er schon in der ersten Runde aus.
Für die PDC-Weltmeisterschaft 2006 konnte Smith sich nicht direkt qualifizieren, da er als 33. der Weltrangliste keinen Platz erhielt. Allerdings durfte er durch die PDPA-Turniere doch noch teilnehmen. Er erreichte nach Siegen über Colin Monk (3:0) und Ray Carver (4:3) das Achtelfinale, verlor dort jedoch mit 2:4 gegen Alan Warriner-Little.
Bis Oktober 2007 konnte Smith keine weiteren Turniersiege bei der Pro Tour einfahren, als er die PDPA Scottish Players Championship in Irvine gegen James Wade gewann. Auch die Players Championship im Juni 2009 in Dinslaken konnte er für sich entscheiden. Er warf im Viertelfinale einen Neun-Darter und besiegte im Finale Colin Lloyd.
Bei den PDC-Weltmeisterschaften 2008, 2009 und 2010 verlor Smith dreimal in der ersten Runde, nachdem er 2007 in der zweiten Runde Andy Jenkins mit 2:4 unterlegen war. 2008 unterlag er Mensur Suljović, 2009 Tony Ayres und 2010 Darin Young. Erst 2011 konnte er wieder über die erste Runde hinauskommen, als er zunächst Shane Tichowitsch mit 3:1 und Andy Hamilton mit 4:3 besiegte. Im Achtelfinale unterlag er dann jedoch dem späteren Finalisten Gary Anderson mit 0:4.
Im Juni 2011 gewann er die Bobby Bourn Memorial Players Championship mit 6:2 Legs gegen Dave Chisnall. Zuvor besiegte er Wayne Atwood 6:5, James Richardson 6:5, Alan Tabern 6:3 und Andy Hamilton 6:2. Im Viertelfinale schaltete er dann Gary Anderson mit 6:1 aus, und im Halbfinale setzte er sich mit 6:3 gegen James Wade durch. Im Finale warf er dann jeweils zwei Zwölf- und Dreizehn-Darter.
Bei der Weltmeisterschaft 2012 unterlag er dann wieder in der ersten Runde, dieses Mal gegen Scott Rand mit 0:3, und konnte kein einziges Leg gewinnen. Ähnlich erfolglos verlief die Weltmeisterschaft 2013, als er erneut in der ersten Runde mit 1:3 gegen den Nordiren Daryl Gurney verlor.

## Weltmeisterschaftsresultate

### BDO
- 1997: 1. Runde (2:3-Niederlage gegen  Geoff Wylie)
- 1998: 1. Runde (2:3-Niederlage gegen  Les Wallace)
- 2000: 1. Runde (2:3-Niederlage gegen  Co Stompé)
- 2001: 1. Runde (1:3-Niederlage gegen  Co Stompé)

### PDC
- 2006: Achtelfinale (2:4-Niederlage gegen  Alan Warriner-Little)
- 2007: 2. Runde (2:4-Niederlage gegen  Andy Jenkins)
- 2008: 1. Runde (2:3-Niederlage gegen  Mensur Suljović)
- 2009: 1. Runde (2:3-Niederlage gegen  Tony Ayres)
- 2010: 1. Runde (2:3-Niederlage gegen  Darin Young)
- 2011: Achtelfinale (0:4-Niederlage gegen  Gary Anderson)
- 2012: 1. Runde (0:3-Niederlage gegen  Scott Rand)
- 2013: 1. Runde (1:3-Niederlage gegen  Daryl Gurney)
- 2014: 2. Runde (3:4-Niederlage gegen  James Wade)
- 2015: 1. Runde (0:3-Niederlage gegen  Ronny Huybrechts)

## Titel

### BDO
- Weitere
  - 1997: England Open
  - 1999: Welsh Open

### PDC
- Major
- Pro Tour
  - Players Championships:
    - Players Championships 2009: 17
    - Players Championships 2010: 18
    - Players Championships 2011: 12

  - UK Open Qualifiers:
    - UK Open Qualifiers 2004/05: 3, 5

### Andere
- 2009: Redditch Open